# William Gifford

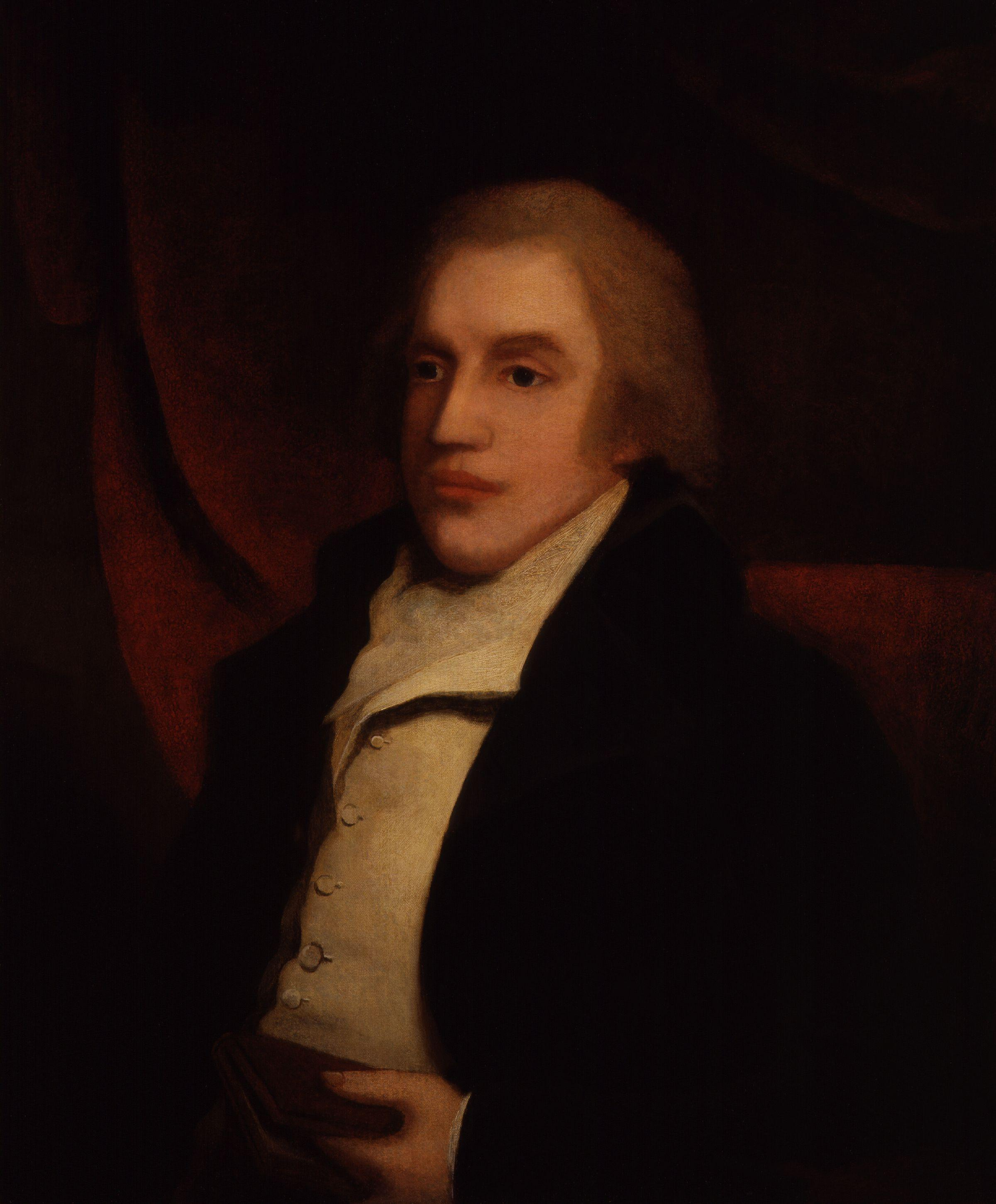
William Gifford um 1800

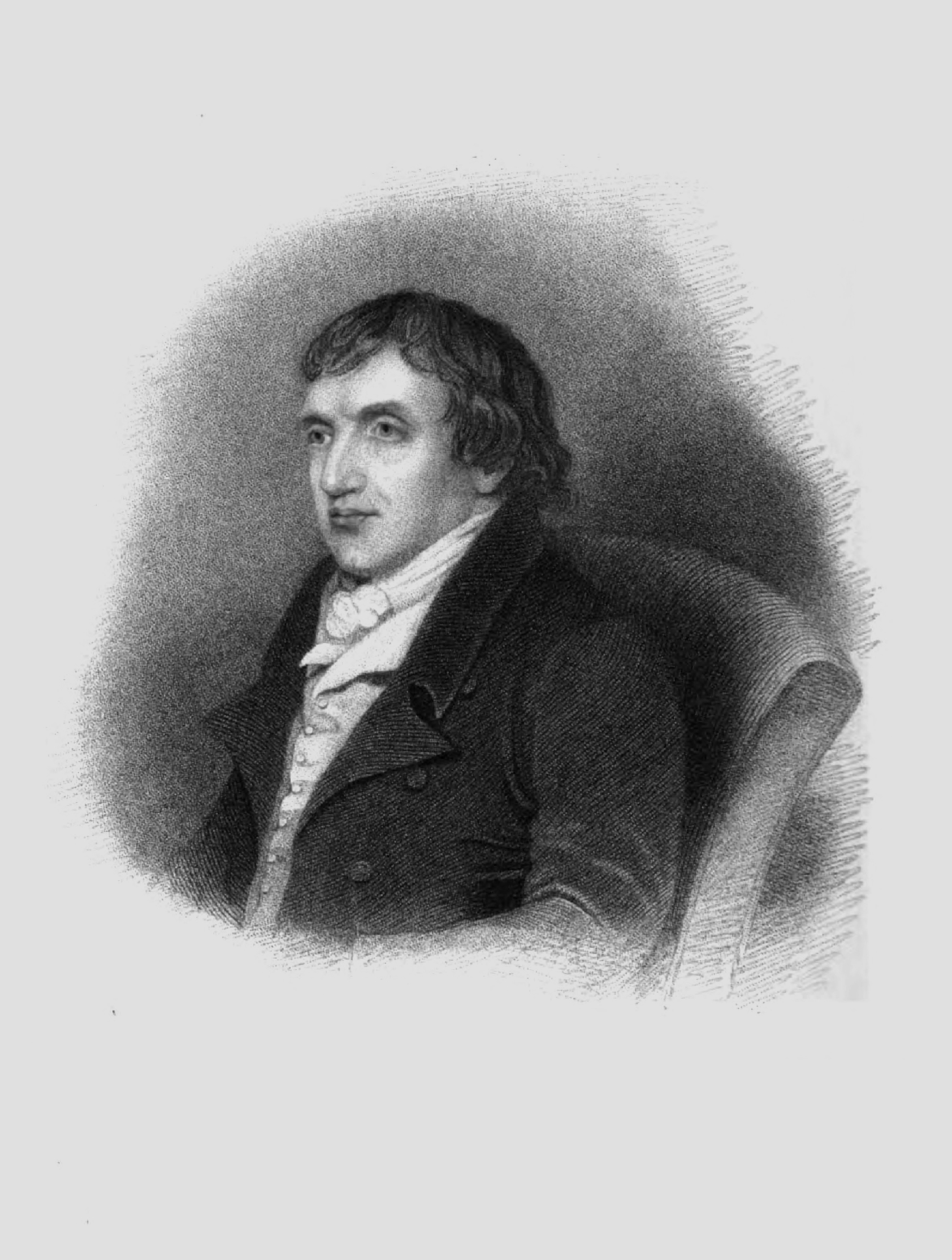
William Gifford

William Gifford (* 17. April 1756 in Ashburton in Devonshire; † 31. Dezember 1826 in London) war ein englischer Dichter und Übersetzer.
William Gifford (spr. ghifförd), früh verwaist, erst Schiffsjunge, sodann Schuhmacher, ward aber in seinem 20. Jahr durch hohe Gönner in den Stand gesetzt, in Oxford zu studieren.
Hier erwählte ihn Lord Grosvenor zum Führer seines Sohns, mit dem G. mehrere Länder Europas bereiste. Nach seiner Rückkehr gab er 1797 die den Demokratismus bekämpfende Zeitschrift The Anti-Jacobin heraus und wurde für seinen ministeriellen Eifer mit einem einträglichen Posten belohnt.
Er begründete 1809 die Quarterly Review, die er bis 1824 redigierte, und starb am 31. Dezember 1826. Nachdem G. schon früher eine Nachbildung der ersten Satire des Persius, The Baviad (1794), und eine gegen die dramatischen Dichter seiner Zeit gerichtete literarische Satire, The Maeviad (1795), veröffentlicht hatte, erschien 1803 seine Übersetzung des Juvenal (mit autobiographischem Vorwort, neue Aufl. 1817, 2 Bde.).
Nach dem Aufhören des Anti-Jacobin beschäftigte er sich mit den älteren englischen Dramatikern, besorgte eine neue Ausgabe von Philip Massingers (1805) und Ben Jonsons Werken (1816) und bereitete bessere Ausgaben von John Fords und James Shirleys Schauspielen vor, die aber erst nach seinem Tod erschienen.